# Municipio de Butte (Nebraska)
El municipio de Butte (en inglés: Butte Township) es un municipio ubicado en el condado de Boyd en el estado estadounidense de Nebraska. En el año 2010 tenía una población de 484 habitantes y una densidad poblacional de 2,93 personas por km².

## Geografía
El municipio de Butte se encuentra ubicado en las coordenadas 42°54′29″N 98°49′52″O / 42.90806, -98.83111. Según la Oficina del Censo de los Estados Unidos, el municipio tiene una superficie total de 165.23 km², de la cual 165,08 km² corresponden a tierra firme y (0,09 %) 0,15 km² es agua.

## Demografía
Según el censo de 2010, había 484 personas residiendo en el municipio de Butte. La densidad de población era de 2,93 hab./km². De los 484 habitantes, el municipio de Butte estaba compuesto por el 97,31 % blancos, el 0,83 % eran amerindios, el 1,65 % eran asiáticos y el 0,21 % eran de una mezcla de razas. Del total de la población el 0,83 % eran hispanos o latinos de cualquier raza.